# Paihia
Paihia est la principale ville touristique de la baie des Îles, dans l'extrême-nord de l'île du Nord en Nouvelle-Zélande. Elle se trouve à 60 km au nord de Whangarei, près de Russell et de Kerikeri. D'abord baptisée Marsden's Vale par le missionnaire Henry Williams,, la colonie prend plus tard le nom de Paihia.
Paihia est bordée par la ville historique de Waitangi au nord, la zone résidentielle et commerciale de Haruru Falls à l'ouest et par la ville portuaire d'Opua et la localité de Te Haumi au sud. En juin 2018, on dénombre à Paihia 2 010 habitants.

## Histoire

### Étymologie
L'étymologie du nom Paihia est incertaine. La légende populaire affirme que le missionnaire Henry Williams, arrivé dans la baie des Îles pour y installer sa mission, aurait dit « Pai here » (« bien ici ») à son guide māori, son vocabulaire māori étant limité,.

### Colonisation européenne
Henry Williams et sa femme Marianne (en) s'installent à Paihia en 1823 et y bâtissent une église dans la même année. William Williams (en) et son épouse Jane Williams (en) rejoignent la mission de Paihia en 1826. William Broughton (en), le premier et unique évêque d'Australie, visite la mission de Paihia en 1838. Il y donne notamment la première confirmation et la première ordination de Nouvelle-Zélande.
Le 24 janvier 1826, les missionnaires construisent et larguent les amarres du bateau Herald (en), d'un poids de 55 tonnes, au large de Paihia,,.
En décembre 1832, Henry Williams relate pour la première fois le déroulement d'une partie de cricket en Nouvelle-Zélande. En décembre 1835, Charles Darwin assiste à un autre match de cricket à Paihia,, alors que le HMS Beagle passe dix jours dans la baie des Îles,.
En 1835, William Colenso installe à Paihia la première presse typographique de Nouvelle-Zélande.
La mission ferme en 1850 et Paihia diminue en taille. Elle n'est plus qu'une petite localité en 1890.

### XXesiècle
L'église anglicane Saint-Paul, achevée en 1925, est la cinquième église construite à cet endroit. Elle est construite avec la pierre de la carrière de Pukaru, près de Kawakawa, et le bois provenant des environs Waikare. Le triptyque de vitraux au-dessus de la chaire sont commandées par le Williams Family Trust et installées en 1998. Les vitraux, baptisés Te Ara O Te Manawa (« sentier du cœur »), mesurent 4 m2 au total.
En 1926, une route est construite en direction de Puketona, sur la route principale de Kawakawa à Kerikeri (aujourd'hui la New Zealand State Highway 10 (en)), ce qui provoque une hausse du tourisme à Paihia dans les années 1930.

## Climat
| Mois                                | jan. | fév. | mars | avril | mai  | juin | jui. | août | sep. | oct. | nov. | déc. | année |
| ----------------------------------- | ---- | ---- | ---- | ----- | ---- | ---- | ---- | ---- | ---- | ---- | ---- | ---- | ----- |
| Température minimale moyenne (°C)   | 15,8 | 16,1 | 15,2 | 13,3  | 10,9 | 9,1  | 8,3  | 8,5  | 9,7  | 11,1 | 12,6 | 14,2 | 12,1  |
| Température moyenne (°C)            | 20,2 | 20,4 | 19,3 | 17,2  | 14,7 | 12,8 | 12   | 12,3 | 13,4 | 14,8 | 16,6 | 18,4 | 16    |
| Température maximale moyenne (°C)   | 24,6 | 24,7 | 23,4 | 21,1  | 18,6 | 16,6 | 15,8 | 16,1 | 17,2 | 18,6 | 20,6 | 22,7 | 20    |
| Ensoleillement (h)                  | 7    | 6    | 5    | 5     | 5    | 4    | 4    | 5    | 5    | 6    | 7    | 7    | 6     |
| Précipitations (mm)                 | 98   | 113  | 128  | 127   | 131  | 183  | 164  | 171  | 132  | 113  | 96   | 96   | 1 552 |
| Nombre de jours avec précipitations | 9    | 9    | 12   | 12    | 13   | 15   | 17   | 16   | 15   | 13   | 11   | 10   | 152   |

| Diagramme climatique                                  |             |             |             |             |            |            |            |            |             |            |            |
| J                                                     | F           | M           | A           | M           | J          | J          | A          | S          | O           | N          | D          |
| 24,615,898                                            | 24,716,1113 | 23,415,2128 | 21,113,3127 | 18,610,9131 | 16,69,1183 | 15,88,3164 | 16,18,5171 | 17,29,7132 | 18,611,1113 | 20,612,696 | 22,714,296 |
| Moyennes : • Temp. maxi et mini °C • Précipitation mm |             |             |             |             |            |            |            |            |             |            |            |

## Galerie d'images

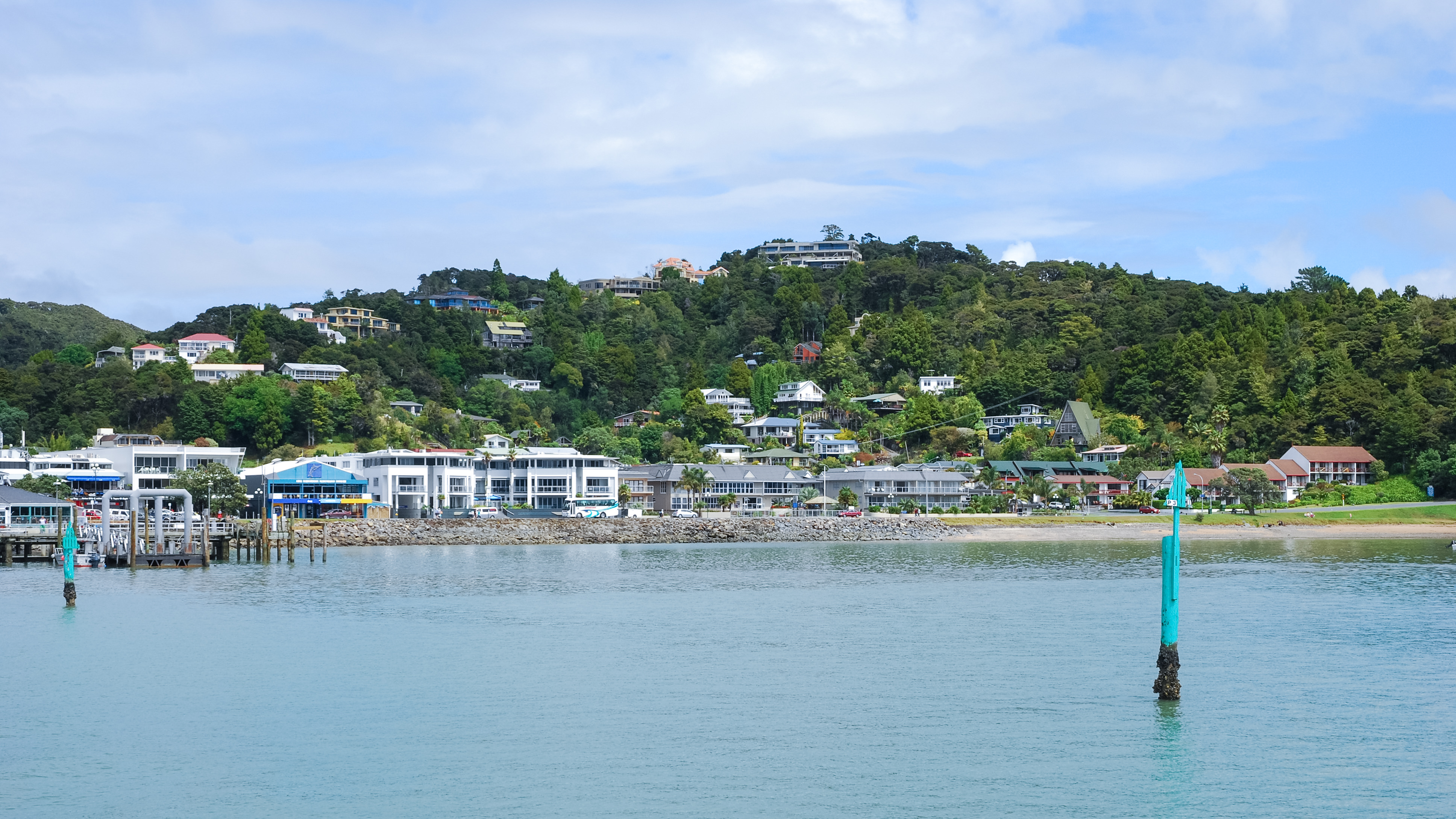
Paihia vue du ferry menant à Russell
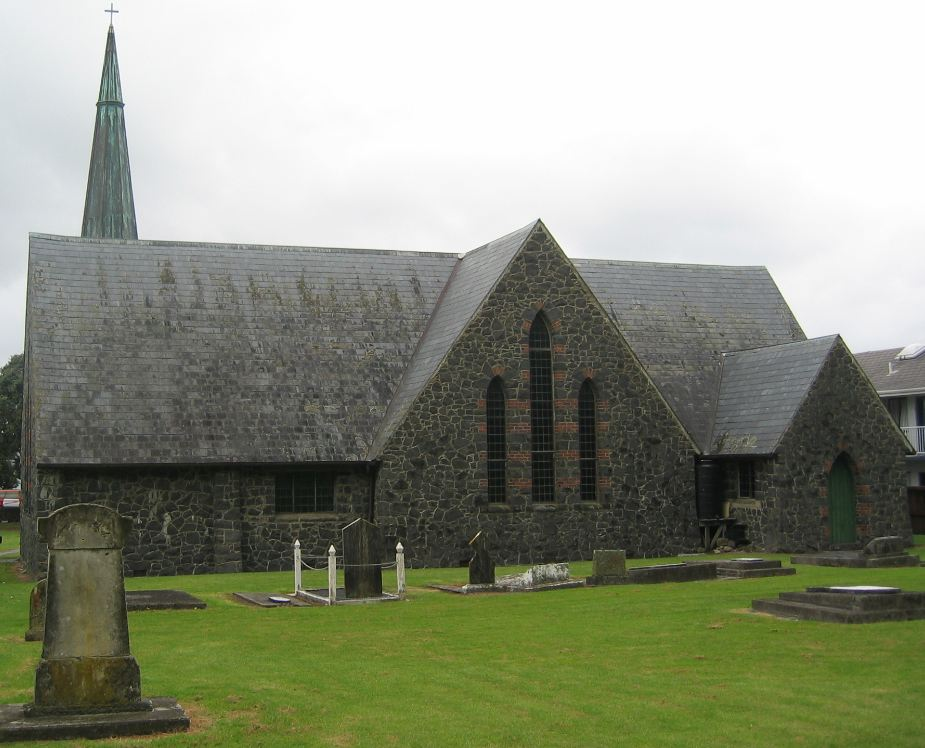
L'église Saint-Paul de Paihia
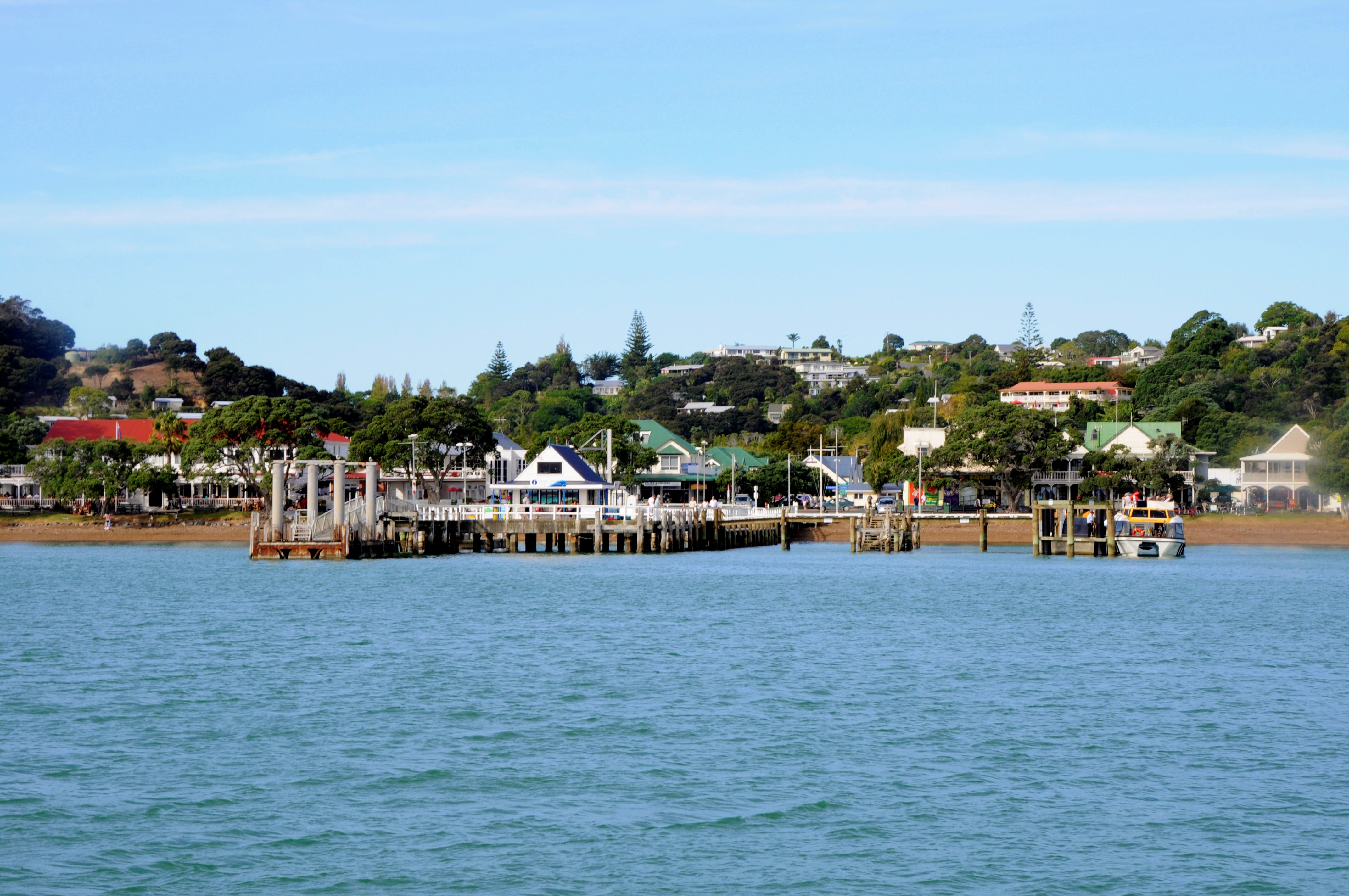
La jetée de Paihia